# Hasse Thomsén
Hasse Thomsén (* 27. Februar 1942 in Göteborg; † 26. April 2004 in Kungälv) war ein schwedischer Boxer. Thomsén war Bronzemedaillengewinner der Olympischen Spiele 1972.

## Karriere

### Amateur
1970 war Thomsén schwedischer Meister im Schwergewicht (+81 kg) und gewann die skandinavischen Meisterschaften 1972. Im selben Jahre startete er für Schweden bei den Olympischen Spielen 1972, bei denen er nach Siegen über Jean Bassomben, Kamerun (4:1), und Carroll Morgan, Kanada (KO 3.), und einer Halbfinalniederlage gegen Ion Alexe, Rumänien (5:0), die olympische Bronzemedaille. 

### Profi
1973 bestritt Thomsén seinen ersten Profikampf gegen Mariano Echevarria welcher Unentschieden ausging. Auch seine restlichen vier Kämpfe waren wenig erfolgreich. Er verlor einen und die drei anderen wurden unentschieden gewertet.
| Personendaten    | Personendaten                    |
| ---------------- | -------------------------------- |
| NAME             | Thomsén, Hasse                   |
| KURZBESCHREIBUNG | schwedischer Schwergewichtsboxer |
| GEBURTSDATUM     | 27. Februar 1942                 |
| GEBURTSORT       | Göteborg                         |
| STERBEDATUM      | 26. April 2004                   |
| STERBEORT        | Kungälv                          |